# Ferdinánd Mária genovai herceg
Ferdinánd Mária (Albert Amadé Fülöp Vencel, olaszul: Ferdinando Maria Alberto Amedeo Filiberto Vincenzo; Firenze, Toszkánai Nagyhercegség, 1822. november 15. – Torino, Szárd Királyság, 1855. február 10.), a Savoyai-házból származó carignanói herceg, Genova 1. hercege, a későbbi Károly Albert szárd–piemonti király és Ausztriai Mária Terézia másodszülött fia. Ő volt az első egységes olasz király, II. Viktor Emánuel testvére, egyben az első olasz királyné, Margit édesapja.

## Életrajza

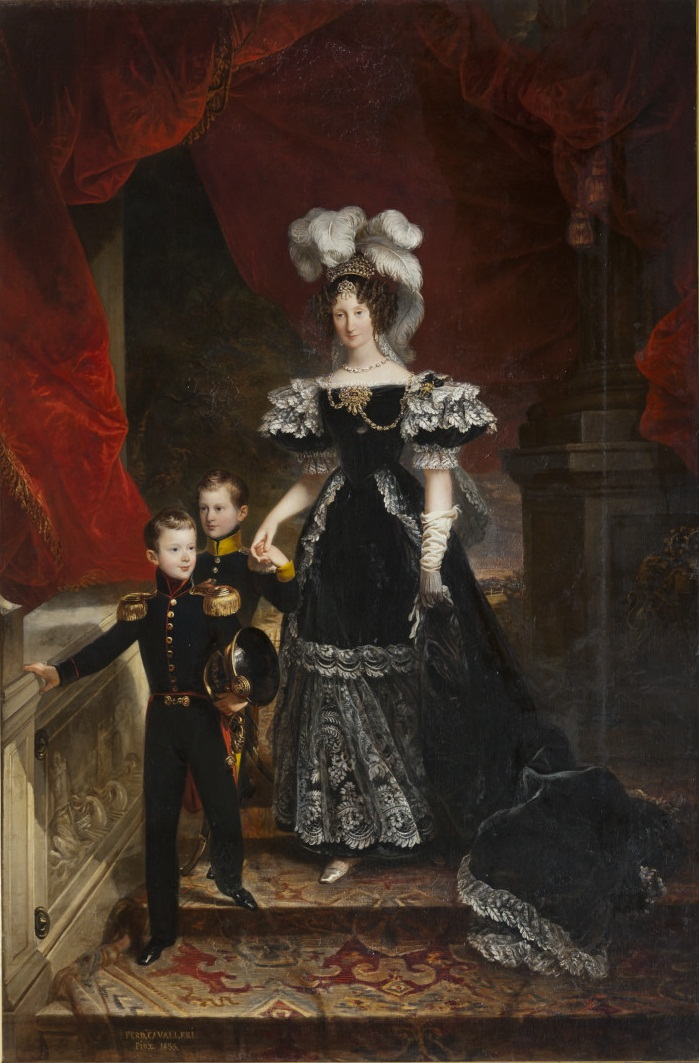
A kisgyermek Ferdinánd és fivére, Viktor Emánuel trónörökösherceg édesanyjukkal, Ausztriai Mária Terézia királynéval (1832)

### Ifjúkora
Ferdinánd herceg Firenzében született 1822. november 15-én, a Savoyai-ház carignanói mellékágának tagjaként. Édesapja az ekkor carignanói hercegi ranggal bíró Károly Albert volt, míg édesanyja III. Ferdinánd toszkánai nagyherceg leánya, Ausztriai Mária Terézia főhercegnő volt. Ő volt szülei másodszülött fia: idősebb bátyja Viktor Emánuel herceg, míg fiatalabb, kisgyermekként elhunyt húga Mária Krisztina hercegnő volt. Apját 1831-ben koronázták szárd–piemonti királlyá, ezt követően Ferdinánd, mint a királyi család tagja, megkapta a Genova 1. hercege titulust.

### Katonai pályafutása
Az 1848–49-es itáliai zavargások során, az Osztrák Császársággal szemben Ferdinánd egy szárd hadosztályt vezetett, majd idővel kinevezték a tüzérség általános parancsnokává. A szicíliai függetlenségi forradalom eredményeként a Bourbon-házi II. Ferdinánd király elvesztette Szicíliát. Nagy-Britannia számára Ferdinánd herceg vált a legtámogathatóbb jelölté, mint új monarcha. A szicíliai nemzetgyűlés 1848. július 11-én egyhangúlag megszavazta, hogy felajánlják Genova hercegének a trónt. Ferdinánd a küldöttség ajánlatát azonban visszautasította, mivel az általa vezetett csapatok Joseph Wenzel Radetzky irányította osztrák haderővel szemben vereséget szenvedett.
A krími háborúban kinevezték a Szárd Királyság segédhadtestének parancsnokává, ám hanyatló egészségügyi állapota okán nem vállalta a tisztséget. Egészsége később sem állt helyre és 1855-ben, Torinóban, harminckét éves korában elhunyt. A supergai bazilika királyi kriptájában temették el. Genovai hercegi címét fia, Tamás örökölte.

### Házassága és gyermekei
Ferdinánd herceg 1850. április 22-én, Drezdában feleségül vette Szászországi Erzsébetet, I. János szász király és Bajorországi Amália Auguszta királyné leányát. Két gyermekük született:
- Margit Mária Terézia Johanna hercegnő (1851. november 20. – 1926. január 4.), 1867-ban házasodott össze első-unokatestvérével, az olasz trónörökössel, Umbertóval, amely házasság révén ő lett az első egységes olasz királyné. Egy gyermeke született, a későbbi III. Viktor Emánuel.[2]
- Tamás Albert Viktor herceg (1854. február 6. – 1931. április 15.), apja halálát követően Genova 2. hercege lett. 1883-ban feleségül vette Adalbert Vilmos bajor királyi herceg és Amália del Pilar spanyol infánsnő legidősebb leányát, Izabella hercegnőt, akitől hat gyermeke született.[3]